# Roan
Roan was een gemeente in de Noorse provincie Trøndelag.
De gemeente telde 959 inwoners in januari 2017. In 2020 verloor Roan zijn zelfstandigheid als gemeente en werd toegevoegd aan Åfjord